# Элиссонд, Кенни
Кенни́ Элиссо́нд (фр. Kenny Elissonde, род. 22 июля 1991 в Лонжюмо, Франция) — французский профессиональный шоссейный велогонщик, выступающий с 2017 года за команду «Trek-Segafredo».

## Достижения
2008
1-й  Чемпион Франции среди юниоров в групповой гонке
2009
8-й - Tour du Valromey
1-й  Горная классификация
1-й на этапах 1 и 3
2010
7-й - Giro della Valle d'Aosta
2011
1-й  - Ронд де л'Изар
1-й на этапе 2
2012
Париж — Коррез
1-й  Очковая классификация
1-й на этапе 2
4-й - Рут-дю-Сюд
2013
1-й на этапе 20 - Вуэльта Испании
7-й - Тур Эна
1-й  Молодёжная классификация
7-й - Boucles de l'Aulne
8-й - Тур Омана
1-й  Молодёжная классификация
2014
7-й - Рут-дю-Сюд
2015
7-й - Тре Валли Варезине
2017
3-й - Херальд Сан Тур
3-й - Рут-дю-Сюд
2018
3-й - Рут д'Окситания
10-й - Вуэльта Бургоса
2019
7-й - Херальд Сан Тур
10-й - Hammer Limburg

### Гранд-туры
| Гонка           | 2013 | 2014 | 2015 | 2016 | 2017 | 2018 | 2019 |
| --------------- | ---- | ---- | ---- | ---- | ---- | ---- | ---- |
| Джиро д'Италия  | —    | —    | 46   | —    | НФ   | 51   | —    |
| Тур де Франс    | —    | —    | —    | —    | —    | —    | —    |
| Вуэльта Испании | 33   | НФ   | 16   | 20   | —    | —    | —    |

| —  | Не участвовал  |
| НФ | Не финишировал |